# Правило кляпа
Правило кляпа (англ. Gag rule) — резолюция Палаты представителей США, запрещавшая законодателям поднимать, рассматривать или обсуждать тему рабства. Она была принята в 1836 году, когда по инициативе Американского общества борьбы с рабством в Конгресс стали массово поступать петиции от жителей разных штатов с просьбами отменить или ограничить этот институт. Резолюция утверждалась в той или иной форме на каждой законодательной сессии, и в 1840 году была ужесточена, когда большая часть конгрессменов поддержала принятие 21-го правила Палаты представителей, запрещавшее приём петиций против рабства. Оппозицию правилу в нижней палате Конгресса возглавил бывший президент Джон Куинси Адамс, рассматривавший его как неконституционное ограничение права на подачу петиций правительству. В 1844 году после многочисленных попыток правило было отменено по его предложению и так и не было восстановлено, несмотря на попытку некоторых членов Палаты вернуть его в начале следующей сессии Конгресса.
В Конгрессе существовало несколько основных точек зрения на правило кляпа: среди северян, выделялась небольшая группа, выступавшая против правила и противодействовавшая рабству как институту и бо́льшая группа, считавшая правило нарушением гражданских свобод; среди южан некоторые стремились поддерживать резолюции для охраны рабства, в то время как другие считали, что правило было слишком мягким решением, так как не подразумевало полное и немедленное отклонение петиций. Большую часть сторонников правила составляли представители демократической партии, поддерживаемые южным крылом вигов. Несмотря на это, поддержка «кляпа» среди северных демократов постепенно ослабевала на фоне усиления давления избирателей на конгрессменов по мере развития борьбы за отмену правила. Правило кляпа сыграло важную роль для мобилизации аболиционистского движения в США, выявив и расширив секционалистские трещины в крупных партиях.

## Комментарии
1. ↑  Карикатура высмеивает применение правила кляпа в Палате представителей и может быть связана либо с оппозицией Джона Куинси Адамса принятию первоначальной резолюции, либо с его постоянными неудачными (на момент 1839 года) попытками протолкнуть обсуждение вопроса рабства посредством петиций. На рисунке Адамс съеживается на куче петиций, экземпляре аболиционистской газеты The Emancipator[англ.] и резолюции о признании Гаити. Он говорит: «Я не могу выносить хмурый взгляд Томсона (sic)». Конгрессмен от Южной Каролины Уодди Томпсон-младший и сторонник рабства, сердито смотрит на него из-за мешка и двух бочек, говоря: «Сэр, юг теряет свою репутацию всякий раз, когда позволяет обсуждать эту тему [рабство] здесь; эти разговоры должны быть отвергнуты с негодованием»[1].